# Championnat de Grèce de rugby à XV 2011-2012
 (juillet 2025).
Motif : Article sans source pérenne de qualité. Notoriété très douteuse. L'article principal (à compléter) devrait être suffisant pour aborder cette compétition
- Archive Wikiwix
- Bing
- Cairn
- DuckDuckGo
- E. Universalis
- Gallica
- Google
- G. Books
- G. News
- G. Scholar
- Persée
- Qwant
- (zh) Baidu
- (ru) Yandex
- (wd) trouver des œuvres sur Wikidata

| 1. | Préciser le motif de la pose du bandeau. | Précisez le motif de la pose du bandeau en utilisant la syntaxe suivante : {{admissibilité à vérifier\|date=juillet 2025\|motif=remplacez ce texte par le motif}}                                                 |
| 2. | Informer les utilisateurs concernés.     | Pensez à avertir le créateur de l'article, par exemple, en insérant le code ci-dessous sur sa page de discussion : {{subst:avertissement admissibilité à vérifier\|Championnat de Grèce de rugby à XV 2011-2012}} |

Navigation
Championnat de Grèce 2010-2011 Championnat de Grèce 2012-2013
Le championnat de Grèce de rugby à XV 2011-2012 se déroule du 8 octobre 2011 au 8 avril 2012. La compétition débute par une phase régulière organisée en matchs simples à l'issue de laquelle les quatre premières équipes classées sont qualifiées pour la seconde phase (playoff). Dans la phase de playoff, deux tours sont joués : demi-finales et finale, le vainqueur de la finale est déclaré champion de Grèce.

## Présentation

### Liste des clubs en compétition
| Attica Springboks Athens RFC Athens Spartans Iraklis Thessaloniki Thessaloniki Lions Colossoi Rhodos Ippotes Rhodos |

| Équipe               | Stade                    | Capacité | Ville, Comté  |
| -------------------- | ------------------------ | -------- | ------------- |
| Iraklis Thessaloniki | Stade Katsaneio          |          | Thessalonique |
| Thessaloniki Lions   | Centre Matta             |          | Thessalonique |
| Athens RFC           | Stade Agios-Andreas      |          | Athènes       |
| Athens Spartans      | Stade Agios-Kosmas       |          | Athènes       |
| Attica Springboks    | Stade Apilion-Koropi     |          | Attique       |
| Colosse Rhodes       | Stade Paradeisi          |          | Rhodes        |
| Ippotes Rhodes       | Stade Paradeisi          |          | Rhodes        |
| City Aigaleo         | Stade Municipal Chaïdári |          | Chaïdári      |

### Maillots des équipes
| Thessaloniki Lions | Athens RFC Dom. | Athens RFC · Ext. | Springboks Attica | Spartans Athens RFC | Colosses Rhodes | Aigaleo City RFC | Ippotes · Rhodes | Iraklis Thessaloniki |  |

## Résumé des résultats

### Classement de la phase régulière
| Rang | Club                 | J | V | N | D | Pm  | Pe  | Diff | Pts |
| ---- | -------------------- | - | - | - | - | --- | --- | ---- | --- |
| 1    | Attica Springboks    | 6 | 6 | 0 | 0 | 283 | 37  | +246 | 21  |
| 2    | Athens RFC (T)       | 6 | 4 | 0 | 2 | 312 | 60  | +252 | 13  |
| 3    | Iraklis Thessaloniki | 4 | 3 | 0 | 1 | 140 | 51  | +89  | 13  |
| 4    | City Aigaleo         | 6 | 0 | 0 | 6 | 25  | 541 | -516 | 11  |
| 5    | Thessaloniki Lions   | 6 | 3 | 0 | 3 | 196 | 91  | +105 | 8   |
| 6    | Athens Spartans      | 5 | 2 | 0 | 3 | 190 | 203 | -13  | 3   |
| 7    | Ippotes Rhodes       | 4 | 1 | 0 | 3 | 77  | 135 | -58  | -3  |
| 8    | Colosse Rhodes       | 2 | 1 | 0 | 1 | 15  | 33  | -18  | -9  |

|  | Qualifiés pour la phase finale (no 1, no 2, no 3, no 4). |
|  | Relégués en seconde division                             |
|  | T : tenant du titre 2011                                 |

Attribution des points : victoire : 3, match nul : 2, défaite : 1, forfait : Retrait de la compétition.
Règles de classement : à la suite des forfaits des équipes pour différents déplacements, la fédération a attribué des points de pénalité aux équipes donnant le classement ci-dessus.

### Phase finale
À la suite des incidents durant le match le Iraklis-Athens RFC le 24 mars 2012, aucun vainqueur n'a été désigné pour jouer la finale.
|  | Demi-finales         | Demi-finales |                   |  | Finale | Finale |
|  | Demi-finales         | Demi-finales |                   |  | Finale | Finale |
|  |                      |              |                   |  |        |        |
|  | 2012                 | 2012         |                   |  | 2012   | 2012   |
|  | 2012                 | 2012         |                   |  | 2012   | 2012   |
|  | Attica Springboks    | 99           |                   |  | 2012   | 2012   |
|  | Attica Springboks    | 99           |                   |  | 2012   | 2012   |
|  | City Aigaleo         | 0            |                   |  | 2012   | 2012   |
|  | City Aigaleo         | 0            | Attica Springboks |  |        |        |
|  | 2012                 |              |                   |  |        |        |
|  |                      | —            |                   |  |        |        |
|  | Athens RFC           |              |                   |  |        |        |
|  |                      |              |                   |  |        |        |
|  | Iraklis Thessaloniki |              |                   |  |        |        |
|  |                      |              |                   |  |        |        |

## Déroulement de la saison
La saison est décrite journée par journée selon les principaux évènements du championnat.

### 1rejournée
Championnat démarre avec un match qui n'est pas joué lié à l'impossibilité de l'arbitre de se rendre sur l'île de Rhodes. Le derby entre les deux équipes de l'île est remis à une date ultérieure. Le match verra la victoire des Colossoi 15-7 devant les Ippotes. Athens RFC et Attica Springboks RFC prennent les rênes du championnat . Malgré une résistance des Thessaloniki Lions, Athens RFC pour seulement 3 points remporte la victoire .

### 2ejournée
Les Springboks conforte leur première place en battant facilement les Lions . Les Athens Spartans écrasent l'équipe d'Aigaleo alors que la surprise vient de Thessalonique avec la victoire sur tapis vert d'Iraklis Thessaloniki contre les tenants du titre  qui faute d'équipe complète ne peuvent jouer.

### 3ejournée
Les Attica Springboks se débarrassent facilement d'Iraklis 45-0 et confortent leur rang de favori avec Athens RFC pour la phase finale. Candidat sérieux au titre. Les Thessaloniki Lions remplissent leur mission de prendre leur première victoire en championnat après deux revers contre les deux équipes prétendantes au titre. Ils soignet leur différence de buts contre Egaleo City pour qui l'apprentissage reste encore laborieux.

### 4ejournée
Victoire des Spartans Athènes 43-12 contre la nouvelle équipe entrée dans le championnat cette année: Ippotes Rhodes. Les Spartans se hissent ainsi à la deuxième place après deux victoires en championnat. Les Springboks d'Attique démontrent leur place de favori pour le titre en battant les champions en titre : Athens RFC  sur le score de 22-17. Le match a été arrêté à la 72e. Une décision sera prise sur l'attribution de la victoire ou non. Iraklis bat à son tour l'équipe d'Egaleo City qui continue son apprentissage dans le championnat. Enfin, les Colossoi de Rhodes ont déclaré forfait contre les Thessaloniki Lions et son théoriquement éliminé de la compétition cette année.

### 5ejournée
Victoire des tenants du titre, Athens RFC 95-10 contre City Aigaleo . Parallèlement, les Thessaloniki Lions décident de déclarer forfait contre les Ippotes de Rhodes pour raison de coût de déplacement sur l'île . Les Athens conservent leur position de leader.

### 6ejournée
Nouvelle victoire des tenants du titre, Athens RFC contre les Ippotes de Rhodes 71-0 leur permettant d'asseoir leur avance dans le championnat. Les Lions gagne leur match en déplacement à Athènes contre les Spartans, victoire  précieuse et difficile qui leur permet de garder l'espoir pour les play-off.

### 7eet dernière journée
Trois matches sont au programme de cette dernière journée de championnat, écourté à la suite des nombreux forfaits liés à l'incapacité pour les équipes de jouer avec les deux équipes de Rhodes. Les Ippotes de Rhodes gagnent 55-5 contre les Spartans et termine le championnat par une note positive. Les Athens RFC confirment leur premier rôle avec une victoire facile 105-7 contre Spartans  dans le derby Athénien. Enfin, le match à enjeux est le derby entre les deux équipes de Thessalonique et la victoire in extremis d'Iraklis 8-6 contre les Thessaloniki Lions sur les terres de ces derniers. Iraklis prend la 3e place au classement et par cette défaire, les Thessaloniki Lions abandonnent les points offrant à Egaleo City un billet pour jouer la demi-finale des Play-Off contre les Springboks d'Attique, premiers au classement et invaincu durant tout ce championnat.

## Résultats détaillés

### Phase régulière

#### Tableau synthétique des résultats
L'équipe qui reçoit est indiquée dans la colonne de gauche.
| Clubs                | ATH   | ATT   | CIT    | COL  | IPP   | IRA  | LIO   | SPA   |
| -------------------- | ----- | ----- | ------ | ---- | ----- | ---- | ----- | ----- |
| Athens RFC           |       | 17-22 | -      | -    | -     | -    | 25-22 | 105-7 |
| Attica Springboks    | -     |       | 131-0  | -    | -     | 45-0 | -     | 41-0  |
| City Aigaleo         | 10-95 | -     |        | -    | -     | -    | 5-105 | -     |
| Colosses Rhodes      | -     | -     | -      |      | 15-7  | -    | -     | -     |
| Ippotes Rhodes       | 0-71  | -     | -      | 55-5 |       | -    | -     | -     |
| Iraklis Thessaloniki | 22-0  | -     | 110-10 | -    | -     |      | 8-6   | -     |
| Lions Thessaloniki   |       | 20-46 | -      | 25-0 | -     | -    |       | -     |
| Spartans Athens      | -     | -     | 90-0   | -    | 43-12 | -    | 7-18  |       |

|  | Victoire à domicile |  | Match nul |  | Défaite à domicile |

### Plays-off
Les quatre équipes qualifiées pour les plays-offs jouent le 24 mars 2012. La première demi-finale pose Attica Springboks à City Aigaleo. Attica remporte facilement le match 95-0 face à une équipe en apprentissage pour cette première saison en championnat grec.
La deuxième rencontre oppose à Thessalonique, au stade Katseneio, l'équipe d'Athens RFC à Iraklis. Après 24 minutes de jeu, le match est arrêté à la suite d'une bagarre générale. 
Finalement, les deux équipes sont pénalisées et c'est Attica Springboks qui est déclarée l'équipe championne de Grèce . Elle fait suite aux six titres d'Athens RFC.